# Glokalizáció
A glokalizáció (a globalizáció és lokalizáció összerántásával képzett összetétel) elsősorban arra az adaptációs folyamatra utal, ahogyan egy világméretekben elterjedt, azaz globálissá vált áru, életforma terjedése során igazodva a helyi kulturális környezethez újra lokálissá válik – így téve lehetővé a helyi piacok integrációját a világméretű piacokba.
A kifejezést először az 1980-as évek második felében használták egy a Harvard Business Review-ban megjelent publikációban. Az 1997-es „Globalization and Indigenous Culture” c. konferencián Roland Robertson szociológus úgy definiálta, mint „az univerzalizáló és partikularizáló tendenciák szimultán jelenlétét”.
A McDonald’s éttermek étlapja kapcsán alkalmazták a glokalizációt mint marketingstratégiát, amikor is az éttermek menüjét különböző országokban a helyi ízlésnek megfelelően variálták. Ez a helyi áruk és sajtó külföldi érdekek általi elnyomásának és az amerikanizáció jelenségének megfordítását jelentette. A glokalizáció körébe tartozik a kulturálisan érzékeny média használata a külföldi áruk a helyi közönséggel történtő elfogadtatása érdekében.

## Definíció
A glokalizáció a globálisan terjesztett áruk és szolgáltatások a helyi piacokhoz történtő idomulása. Számos analóg leírása létezik a folyamatnak, köztük szerepel egy polip és a csápjai, az ismeretségi hálózat egy csomópontja, illetve a világ bekerítése is.

## A fogalom evolúciója
A glokalizáció elképzelése a globális lokalizáció jelentésű japán dochakuka szóból ered. Kezdetben a mezőgazdasági technikák helyi feltételekre szabását jelentette. Divatszóvá akkor vált, amikor a japán üzleti életben kezdték alkalmazni az 1980-as években. Magát a „glocal” kifejezést először Manfred Lange, a német nemzeti globális változás titkárságának vezetője használta. aki Heiner Benking kiállítási tárgyára, a Blackbox Nature: Rubics Cube of Ecology-ra ultalt vele egy nemzetközi tudományos-politikai konferencián.
A terminust az angol nyelvbe az 1990-es években Robertson, az 1990-es évek végén Keith Hampton és Barry Wellman kanadai szociológusok és Zygmunt Bauman vitték át Erik Swyngedouw szintén az első alkalmazók között volt.

## Az üzleti életben

### A glokalizációval szembeni kihívások
A glokalizáció az olyan vállalatok számára a legelőnyösebb, melyek decentralizált döntéshozatali mechanizmussal rendelkeznek. A járulékos költségek növekednek, mivel a cégek különböző kultúrák különböző igényeihez és szükségleteihez alkalmazkodva nem tudják szabványosítani termékeiket és projektjeiket. A feltörekvő piacokon új termékeket bevezető cégre sikeres példaként felhozhatók a McDonald's Indiában és Kínában kínált új rizses fogásai. A példából látszik, hogy a McDonald's piackutatást végzett és megértette, mi szükséges az új elvihetőétel-piacra való sikeres belépéshez. Ezek az előkészülete azonban igen költségesek és időigényesek lehetnek.
Számos kihívása ellenére a glokalizáció sok előnnyel járhat az alkalmazó vállalat számára, a nagyobb piaci elérés csak egy ezek közül. A glokalizáció társadalmi nyeresége sem elhanyagolható, hiszen a piaci versengés növekedése általában a termékek árait lefelé nyomja, ami a fogyasztók érdekeit szolgálja. Ez a folyamat csökkentheti a társadalmi egyenlőtlenségeket, hiszen akik a helyi monopóliumok árazása miatt nem voltak képesek hozzájutni a termékhez, alacsonyabb áron megvásárolhatják azokat.
Bár a glokalizáció jelentős előnyökkel jár a fogyasztó számára, nem feltétlenül előnyös a termelőknek, főleg a piacra újonnan belépők, illetve a kistermelők nehezen veszik fel a versenyt a multinacionális versenytársak alacsony termelési költségeivel. Ez vagy magasabb árakkal, vagy alacsonyabb profitrátával jár, ami végső soron csökkentheti a piaci versenyt.